# Кенијски шилинг
Кенијски шилинг је званична валута у Кенији. Скраћеница тј. симбол за шилинг је Ksh а међународни код KES. Шилинг издаје Централна банка Кеније. У 2010. години инфлација је износила 3,2%. Један шилинг састоји се од 100 цента.
Уведен је 1966. као замена за источноафрички шилинг у односу 1 шилинг за један шилинг.
Постоје новчанице у износима 10, 20, 50, 100, 200, 500 и 1000 шилинга и кованице у износима 50 центи као и 1, 2 и 1, 5, 10 , 20 и 40 шилинга.